# Pangkat (Jayanti)
Pangkat is een bestuurslaag in het regentschap Tangerang van de provincie Banten, Indonesië. Pangkat telt 5435 inwoners (volkstelling 2010).